# Speed metal
Speed metal é uma definição de subgênero do heavy metal que apareceu no fim da década de 1970, sendo o progenitor direto dos estilos thrash metal, metal neoclássico e power metal. O site Allmusic descreve o speed metal como "extremamente rápido, abrasivo e tecnicamente exigente".
O estilo do speed metal também se encaixa perfeitamente em outros sub-gêneros do metal, como thrash metal e power metal. Isso se deve principalmente à influência que o speed metal teve no desenvolvimento destes gêneros, embora se deva também mencionar que o speed metal foi usado por algumas bandas de glam metal e de NWOBHM durante os anos 80.

## História

### Origens
É difícil localizar a origem exata do speed metal, principalmente porque nunca se estabeleceu inteiramente como um sub-gênero do heavy metal até os anos 80. Entretanto, alguns consideram que o embrião do gênero tenha surgido com as canções: "Flight Of The Rat" (1970), "Fireball" (com direito a uso de pedal duplo/bumbo duplo, 1971) e "Highway Star" (1972) do Deep Purple; "Razamanaz" (1973) do Nazareth; "Set Me Free" (1974) do Sweet; "Stone Cold Crazy" (1974) do Queen; e "Black Train" (1975) do Montrose.
No ano de  1977  o Judas Priest lançava seu terceiro disco, Sin After Sin, que apresentava as canções "Sinner", (Let Us Prey) "Call for the Priest" e "Dissident Aggressor", que continham uma pegada rápida para a época. No ano seguinte foi a vez do disco Stained Class, o qual já abria com uma base de bumbos duplos promovidos pelo baterista Les Binks na canção "Exciter": a canção foi uma das mais notáveis para a base do speed metal. Com "Rapid Fire" e "Steeler" do álbum British Steel, o quinteto acabou por se consolidar ainda mais neste estilo veloz de heavy metal, sendo uma das principais influências para diversas bandas de Thrash/Speed Metal em países como Alemanha e Canadá.
O Motörhead adicionou elementos do speed metal ao seu estilo de rock. Em 1979, eles trouxeram seu segundo LP ao público, Overkill; a faixa-título, que abria o disco, seria uma das mais icônicas influências para o speed metal, talvez superada apenas pelas canções "Ace of Spades", do álbum homônimo de 1980 e "Iron Fist" do álbum de mesmo nome lançado em 1982. O disco Ace of Spades continha 12 faixas muito rápidas e agressivas que renderam fama ao grupo britânico, além de toda uma base de seguidores na década de oitenta.

### Evolução do speed metal
Outras bandas mais novas começaram a emergir na cena. O movimento NWOBHM alcançou o seu auge nessa época e muitas bandas abraçaram o speed metal, notavelmente o Venom, que combinou o estilo do Motörhead com uma atmosfera crua e áspera.  Outro trio inglês que também mostravam seus dotes no gênero foi o Raven, que designava sua música como "athletic rock".
A banda de heavy metal alemã Accept também introduziu elementos de speed metal em suas canções no começo da década de 80. A música "Fast as a Shark" do álbum Restless and Wild, de 1982, é um exemplo da ideia de speed metal do Accept. A influência do Accept na cena de heavy metal alemã era incontestavelmente enorme. Bandas como Running Wild e Grave Digger compuseram em cima dos tempos rápidos do Accept para criar os fundamentos do speed metal alemão.
No Canadá surgia o Anvil, que lançou seus discos Hard 'n' Heavy (1981) e Metal on Metal (1982) no início da década, além do Exciter, power-trio que estreou com os LPs Heavy Metal Maniac (1983), Violence and Force (1984) e Long Live the Loud (1985). Ambos os grupos tiveram papel importante no estabelecimento da cena.
O Agent Steel, provindo dos Estados Unidos, gravou os discos Skeptics Apocalypse e Unstoppable Force no meio da década de 1980, trazendo ainda mais velocidade ao speed metal, e agregando vocais fortes com agudos impressionantes do vocalista John Cyriis.
Em 1990, Judas Priest lançou o álbum Painkiller, que serviu para resgatar o gênero. Em vez de misturar diversas ideias musicais diferentes, a banda optou por criar um álbum inteiro dedicado ao speed metal.

## O speed metal hoje
O termo Speed tem sido pouco utilizado, pois se confunde muito com power e melódico, levando, muitas vezes, características de ambos. Mas se diferencia pelo maior apelo à velocidade (acima de 170 bpm), e pelos solos extremamente rápidos e quase sempre longos.
Como o speed metal era a vanguarda para o que se transformaria eventualmente em power metal e thrash metal, a sobreposição significativa entre gêneros é encontrada frequentemente nas faixas que seriam enraizadas predominantemente no speed metal. Isto conduz às vezes para a confusão com respeito ao gênero. O erro mais comum está em usar os termos Speed Metal e thrash Metal permutavelmente. Quando os dois forem inegavelmente relacionados um ao outro, os traços variáveis e definitivos da exibição do caráter servirão para os diferenciar. O thrash metal tende a ser mais elaborado, com construções sonoras que utilizam uma variação musical de maior complexidade e tempo. Um método comum que ajuda a diferenciar entre os dois estilos de metal é escutar um álbum que seja representante de ambos os estilos. Por exemplo, Painkiller do Judas Priest ou Walls of Jericho do Helloween e Reign in Blood do Slayer ou Bonded by Blood do Exodus são bons pontos de partida.
Algumas bandas ainda fazem jus ao speed metal, tais como o Enforcer (Suécia) e Skull Fist (Canadá), por exemplo.